# Dysmicoccus nesophilus
Dysmicoccus nesophilus är en insektsart som beskrevs av Williams och Watson 1988. Dysmicoccus nesophilus ingår i släktet Dysmicoccus och familjen ullsköldlöss. Inga underarter finns listade i Catalogue of Life.